# アルトマルク号事件

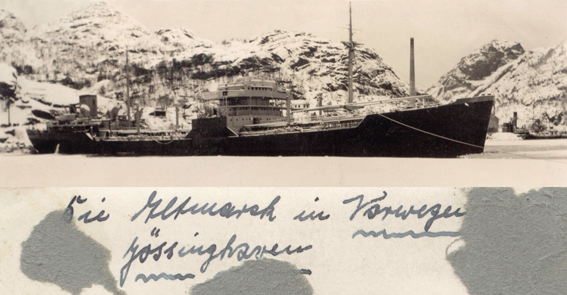
イェッシングフィヨルドで撮影されたアルトマルク

アルトマルク号事件（アルトマルクごうじけん、ノルウェー語: Altmark-affæren、英語: Altmark Incident、ドイツ語: Altmark-Zwischenfall）は、第二次世界大戦中の1940年2月16日、当時中立だったノルウェーの領海を舞台に、イギリスとドイツ国の間で発生した軍事衝突である。イギリス海軍の駆逐艦が、ドイツ海軍のタンカーを臨検し、捕虜299名を奪還した。イギリス海軍によって行われた大掛かりな移乗攻撃のうち、最後のものである。本事件のあと枢軸国と連合国の双方が中立国ノルウェーへの侵攻や攻撃計画を企図し、ノルウェーの戦いに発展した。

## 経緯
1940年2月、ドイツ海軍 (Kriegsmarine) のタンカー（補給船）アルトマルク (Altmark) は、299名の捕虜を乗せて、ドイツ本国に戻るため大西洋を航行していた。
船上の捕虜は、ドイッチュラント級装甲艦アドミラル・グラーフ・シュペー (DKM Admiral Graf Spee) の通商破壊活動によって沈められた商船から収容されたイギリスの船員だった。シュペー（ラングスドルフ艦長）は12月13日のラプラタ沖海戦で損傷したのち、12月17日に自沈。アルトマルクは補給すべき相手を失ってしまったのである。そこで南大西洋からドイツに帰る途中、ノルウェーの領海に入った。ノルウェー官憲による同船への調査は、2月15日に3回にわたって行われた。
ノルウェー海軍の士官は船に乗り込んでおおまかな捜索を行い、ドイツの乗員は同船が全く商業的な目的で運行していると約束した。最初の調査は水雷艇TryggによってLinesøy島沖で行われ、次にソグネフィヨルドで水雷艇Snøggにより、そして最後はHjeltefjordにおいてカルステン・タンク＝ニールセン提督と駆逐艦ガルム (Garm) によって非公式に行われた。3回目の調査の後、アルトマルクは魚雷艇SkarvとKjell、および巡視艇Firernの護衛によって南方へ誘導された。伝えられるところでは、イギリスの捕虜は船倉に閉じ込められていたが、大声で叫んだり船の側壁を叩いたり、懸命に合図を送ろうとしたので、ドイツの乗組員はウインチを動かすことなどによってその音をかき消さなければならなかったという。しかしノルウェーの捜索隊は船倉まで調べに入ることはなく、船はそのまま通航を許された。
アルトマルクは同じ日、エーゲルスンでイギリス空軍機に発見され、直ちにイギリス海軍に通報された。イギリス本国では、ウィンストン・チャーチル海軍大臣がバルト海でドイツ海軍と決戦をおこなうためのキャサリン作戦を推進していたが否決され、次の機会をうかがっていた。そこにアルトマルクを巡るトラブルが舞い込み、チャーチルは決断する。本国艦隊所属の駆逐艦がノルウェー領海に入ってアルトマルクに接近し、反転や停船を命じたが、アルトマルクは拒否した。
イギリス駆逐艦によって阻止されそうになったアルトマルクは、イェッシングフィヨルドに避難した。
駆逐艦イントレピッド (HMS Intrepid, D10) とアイヴァンホー (HMS Ivanhoe, D16) はアルトマルクを狭いフィヨルドに追い込んだものの、この時点でノルウェー領海外に出ざるを得なくなる。
駆逐艦コサック（フィリップ・ヴァイアン大佐、第4駆逐戦隊司令）は海軍本部の指示を仰ぎ、ノルウェー側と交渉したが拒否されて単独行動を余儀なくされた。
コサックはイェッシングフィヨルドに突入し、アルトマルクに接舷を強要した。イギリス側は2月16日22時20分にアルトマルクに乗り込み、乗組員を圧倒して7名を殺害の末、捕虜を解放した。捕虜を収容したコサックは、2月17日の真夜中過ぎにイェッシングフィヨルドを退去した。
ノルウェーの護衛艦は抗議したが、介入はしなかった。ノルウェー政府はイギリスに抗議し、ドイツ船が蒙った損害への賠償と、ノルウェーの主権尊重を求めた。逆にイギリス政府はノルウェーのドイツ船への対応に不満を抱き、これに対しノルウェー政府は「アルトマルク号は軍艦であり、かつドイツ国旗を掲げているから強制的に臨検を行うことは出来なかった」と釈明した。後に出された公式見解は、国際条約によれば、中立国は圧倒的に優勢な力に対する抵抗の義務は負っていないというものだった。

## その後
アルトマルク号事件は世界に衝撃を与え、アメリカ合衆国でも浅間丸事件（1940年1月21日）に匹敵すると報道された。
ノルウェー人は中立の侵害に対して憤ったが、ヨーロッパの戦争に巻き込まれることも望んでいなかった。しかしアルトマルク号事件は、連合国にもドイツにも同様に、ノルウェーの中立に対する懸念を植え付けるものだった。両陣営とも北欧各国に圧力をかけた。さらに、軍事力を行使する非常時計画があった。その主たる目的は、戦争初期にドイツ軍需産業が依存していたスウェーデンの鉄鉱石の輸送路の確保であり、イギリスではウィンストン・チャーチル海軍大臣が機雷敷設作戦を熱心に主導していた。イギリスのノルウェー占領作戦には、冬戦争で苦戦するフィンランドを支援したいという思惑もあった。
アルトマルク号事件によって、ヒトラーは連合国がノルウェーの中立を尊重しないことを確信した。西部戦線における侵攻作戦を控えていたドイツ陸軍とドイツ空軍とは不安を抱いたものの、ヒトラーはデンマークとノルウェーの占領を目的とするヴェーザー演習作戦の指令書に署名する。ドイツ艦隊は1940年4月2日に本国を出撃、4月9日にノルウェー要所を占領する計画であった。イギリス海軍はノルウェー機雷敷設計画をウィルフレッド作戦、ノルウェー要所（ナルヴィク、トロンハイム、ベルゲン、スタヴァンゲル）占領作戦を「R4」と命名して4月8日に発動したが、ドイツ側に先を越された格好となった。
アルトマルク号事件は、第二次世界大戦初期の「まやかし戦争」の時期において、イギリスにとって切実に必要とされていた士気高揚の効果をもたらした。臨検隊が発した「海軍ここにあり！　The navy's here!」は伝説的台詞であった。コサックを指揮していたヴァイアン大佐は、一躍イギリスの国民的英雄になったという。
またドイツに占領されたノルウェーに対して、戦争期間を通じて長続きする宣伝効果を持った。ノルウェー対独協力政府は、彼らの蔑称である「クヴィスリング」を打ち消すために、この衝突のあった場所イェッシングフィヨルドから、親連合国・反ナチスの者を指す「イェッシング」という蔑称を造り出したが、この言葉は一般大衆によって直ちに好意的な言葉として使われ始め、もくろみは逆効果となった。そのため1943年には公の場での使用が禁止された。